# شون هسو ونغ
شون هسو ونغ (مواليد 1949 في أوكلاند، كاليفورنيا) هو مؤلف وأستاذ اللغة الإنجليزية والمدير السابق لجامعة تكريم البرنامج (2003-06)، رئيس قسم اللغة الإنجليزية (1997-2002)، ومدير كتابة البرامج الابداعية (1995-1997) في جامعة واشنطن حيث كان في هيئة التدريس منذ عام 1984. هو صيني أمريكي ورائدا في الدراسات الأمريكية الآسيوية. تلقى ونغ درجته الجامعية في اللغة الإنجليزية في جامعة كاليفورنيا في بيركلي (1971) ودرجة الماجستير في الكتابة الإبداعية في جامعة ولاية سان فرانسيسكو (1974).